# Nīca

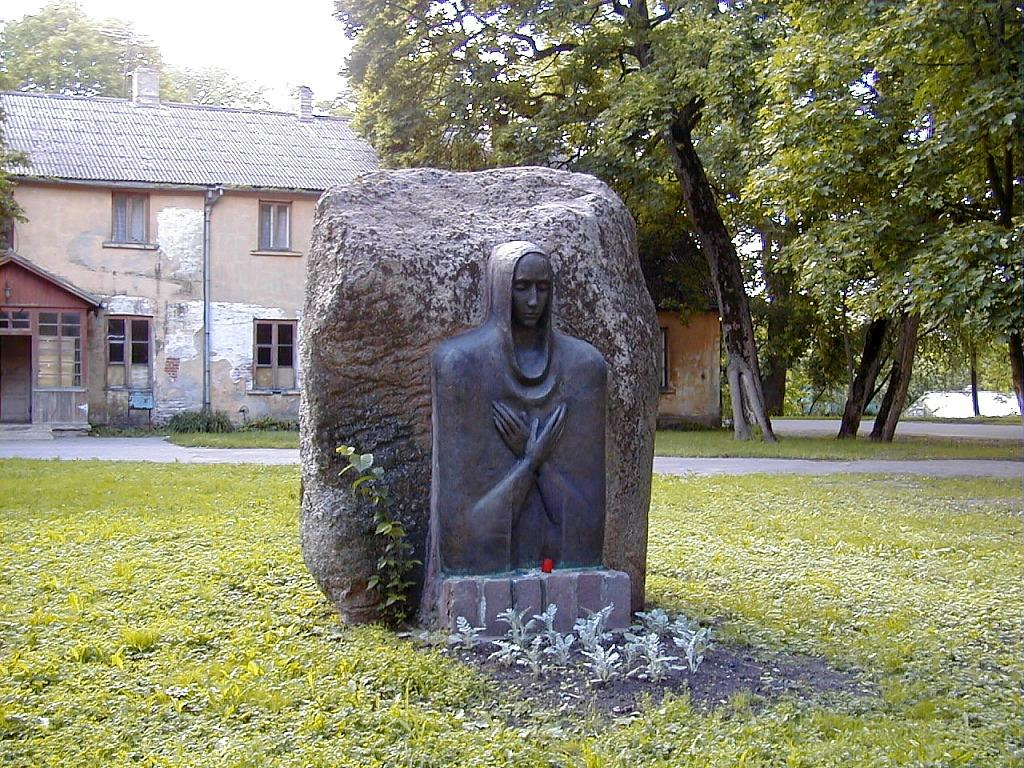
Denkmal für die Unterdrückten in Nīca

Nīca (dt.: Niederbartau) ist ein Ort an der Westküste Lettlands im Bezirk Dienvidkurzeme in Kurland, etwa 22 km südlich von Liepāja gelegen. Nīca war das Zentrum des gleichnamigen Verwaltungsbezirks (Nīcas novads), der von 2009 bis 2021 aus den Gemeinden Nīca und Otaņķi bestand. In Nīca befinden sich eine weiterführende Schule, eine Musikschule, ein Kindergarten, ein Kulturhaus, eine Bibliothek, ein Tourismusinformationszentrum, das Hotel „Nīcava“, eine lutherische Kirche und ein katholischer Missionspunkt.
Der Ort entstand um das Gut Niederbartau. An der Küste befinden sich Sandstrände, an denen Bernstein gefunden werden kann, sowie ein Naturschutzgebiet.
Die evangelisch-lutherische Kirche von Nīca wurde von 1849 bis 1851 erbaut.

## Geschichte
Im nahen Liepāja lebten 15.000 Deutsche um 1900, das entsprach 25 % der Einwohner. Bis 1941 wurden aus Lettland insgesamt 61.500 Deutsche umgesiedelt. Vor 1940 lebten in der Kolonie Niederbartau zahlreiche Deutschbalten. Durch den Vertrag der Regierung Lettlands und der Deutschen Reichsregierung vom 30. Oktober 1939 gab es mehrere deutschbaltische Umsiedler-Familien die von 1939 bis 1940 Niederbartau verließen und nach Deutschland zogen. Sie siedelten 1940 nach Warin in Mecklenburg um. Die Bildergalerie zeigt ein Bild der Konfirmation vor der noch unzerstörten evangelischen Kirche (noch mit Turm). Neun ganz schwarz gekleidete Kinder sind Umsiedlerkinder aus Niederbartau, nach der Konfirmation verließen sie mit ihren Familien ihre lettische Heimat.

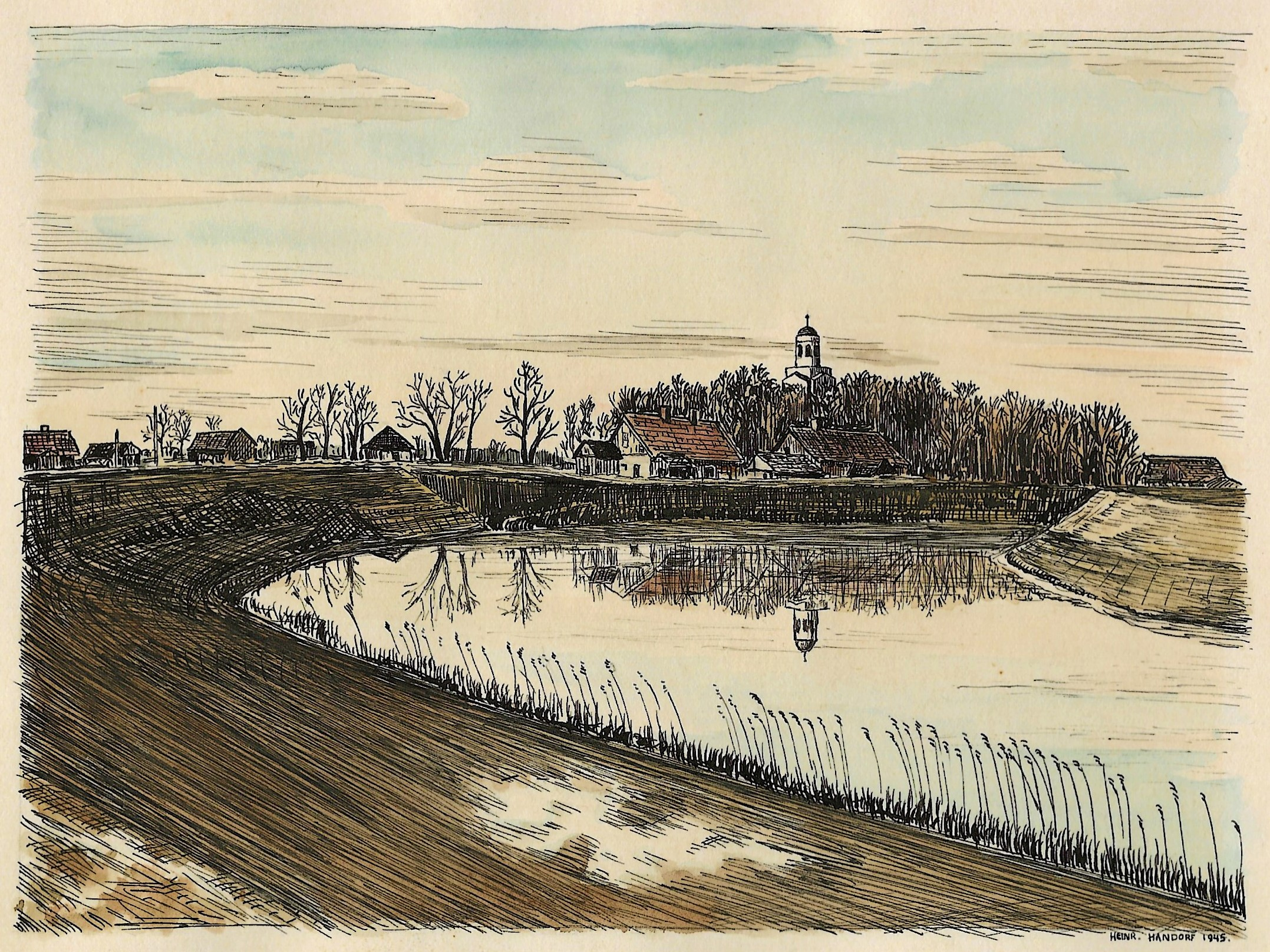
Sicht auf die Kirche von Niederbartau um 1940
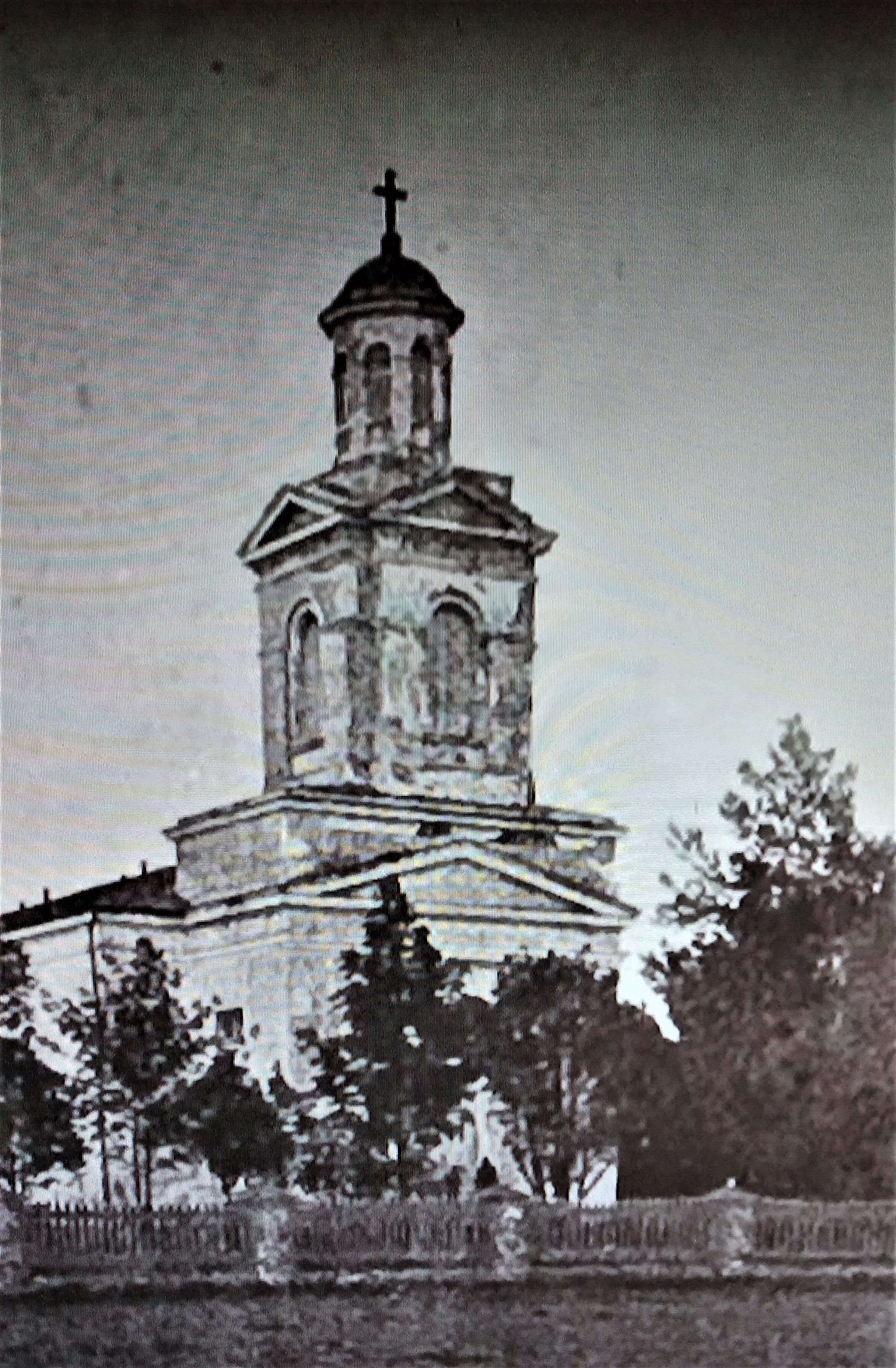
Evangelische Kirche Niederbartau vor 1945
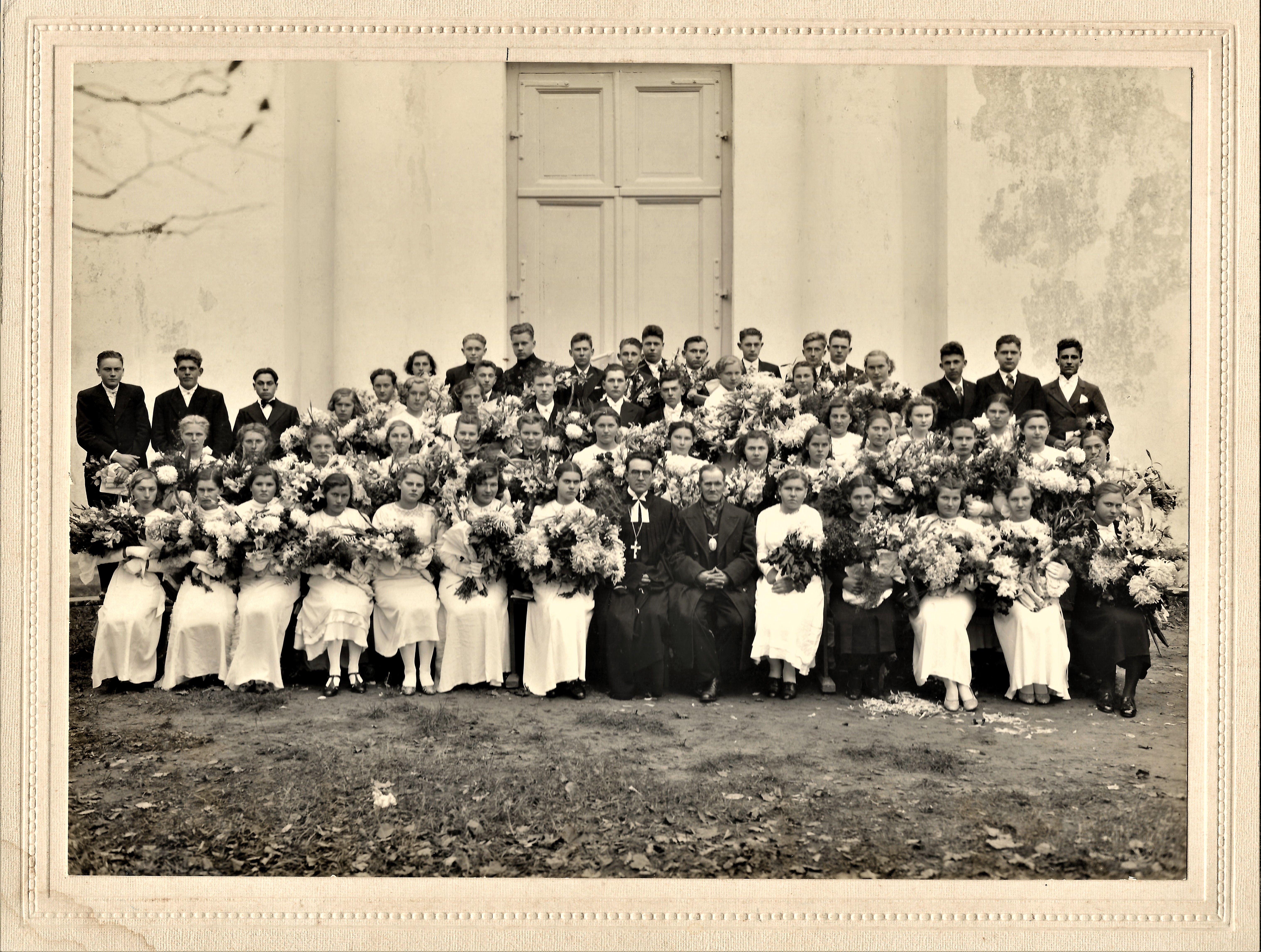
Konfirmation vor dem Kirchportal 1940